# Костецький Олександр Володимирович
Олекса́ндр Володи́мирович Косте́цький (*14 листопада 1954, Київ — †4 січня 2010, Київ) — український художник, один із засновників української школи фантастичного реалізму (магічного реалізму).

## Життєпис
Костецький народився у сім'ї художника Костецького В. М. і скульпторки Г. М. Новохрещенової. Батьки художника: мати — Новохрещенова Галина Миколаївна (1919—1970) — скульпторка, авторка пам'ятників Льву Толстому в Москві, Федору Достоєвському, Максиму Горькому та ін., батько — Костецький Володимир Миколайович — живописець, академік, роботи якого зберігаються в Національному художньому музеї України, в Третьяковській галереї, (Москва) та в інших музеях. Дід художника видатний біолог і селекціонер Костецький Микола Данилович.

### Навчання
Малювати почав рано, тому батьки взяли йому вчителя з малювання ще у дошкільному віці. У шкільному віці крім малювання різав скульптури з дерева.
Закінчив Київську Художню школу у 1973 році. На свідомість майбутнього художника потужний вплив мала приватна бібліотека його старшого брата Дмитра, що збирав книги з окультизму, масонству й філософії, що вплинуло на характер творчості Олександра. Він шукав власний шлях у мистецтві, який не узгоджувався з настановами панівного соціалістичного реалізму.
У 1970-х виставляв роботи в андеграундних виставках київського об'єднання «Рух» разом з художниками Ю. Косіним, М. Недзельським, М. Трегубом, В. Баклицьким, М. Залевським, О.Голуб та ін.
1979 року закінчив Київський державний художній інститут, педагог з фаху — В. Шаталін.

### Подальші життя і творчість
Після закінчення інституту працював у художньому комбінаті. Стиль Костецького не сприймався офіціальними інституціями. Тому у 1989 з першою дружиною Оленою (до шлюбу Грановою) полетів до США, де відразу отримав визнання, цікавість журналістів, телеканалів, виставки. Також під час перебування у США писав ікони на замовлення Православних церков у вигнанні. До 1992 року переважно жив і працював у Нью-Йорку, приїжджаючи також до Києва. У 1995 році під час перебування у США трагічно загинула перша дружина.
На початку 1996 року Олександр повернувся до Києва і до 2001 р. за кордон не виїжджав.
Взяв участь у виставці в Українському домі у квітні 1996 року разом з Голосієм, О.Клименко та ін.
З 1997 року брав участь у міжнародних фестивалях Європарт у Барселоні та інших, куди сам не їздив, проте його картини експонувала Яна Плохих.
У середині 1996 року познайомився з другою дружиною, мистецтвознавицею Ольгою Козловською.
Співпрацював із київськими галереями «НЕФ» і «ЯНА-Gallery», об'єднаннями «Золоті ворота» і «НЕФ» (заснованого у 1993 році, членами якого були також С. Марус, О. Левчишина та інші).
У 2001 році на запрошення галереї знову відвідав США з виставкою. Потів відвідував з виставками Німеччину.
З другою дружиною відвідував Індію, Єгипет, цікаві місцевості в Україні.
Член Національної спілки художників України з 2003 року.
Помер 4 січня 2010 року від відірвавшогося тромбу, після тривалої хвороби..

### Загальна характеристика творчості
Працював у напрямку фантастичного реалізму, для якого йому був необхідний досвід у надвисоких станах свідомості, повязаний з практикою езотеричної філософії. Для стилістики картин О.Костецького характерне поєднання переконливо-реалістичного зображення простору й об'єктів у ньому із багатовимірною і багаторівневою змістовою спрямованістю. Він створив свій власний художній світ, де гра взаємоперетворень фігури й тла дає відчуття живої пульсації й постійної зміни зображення. Незвичайні людські постаті, які можна побачити на його картинах, це, за висловом самого художника, стафажні фігури, які беруть участь у містерії взаємодії часу і простору. Олександр цікавився віденською школою фантастичного реалізму й особисто спілкувався з її лідером Ернстом Фуксом, який навіть приїздив до художника в Київ.
Роботи О.Костецького зберігаються у світових колекціях живопису: музеї Нортона Доджа в Нью-Джерсі, у Музеї сучасного мистецтва Рарді Ван Соєста в Голландії, у колекції А. Федорова (Москва) та ін.

### Персональні виставки
Галерея НЕФ Київ 1997—2009, Національний художній музей України 1996, Russia House Gallery (Нью-Йорк), 1992; Axiom Gallery (Філадельфія), 1991; Esoterik Book\Art Gallery (Нью-Йорк), 1991; Ward-Lawrence Gallery (Нью-Йорк), 2001, 1989; Ukrainian Central Art Gallery (Нью-Йорк), 1989; Podval Arts and Poetry Gallery (Нью-Йорк), 1989; Будинок Кіно (Київ), 1988; Інститут Архітектури (Київ), 1987; виставки у Києві, Москві, Санкт-Петербурзі у 1983—1988 рр.

### Групові виставки
Ярмарок галерей в Українському Домі (Київ), 1995; Галерея Славутич (Київ),1996; Ярмарок галерей в Українському Домі (Київ), 1997; Посольство України (Вашингтон), 1993; World-Wide Gallery (Нью-Йорк), 1991; Gallery R.K.P., (Нью-Йорк), 1990; Neo-Persona Gallery (Нью-Йорк), 1989; Палац Молоді (Санкт-Петербург), 1987; Політехнічний Інститут (Київ), 1985; Об'єднання «Рух», Київ (1977)).
Художній альбом
Присвячений творчості Олександра художній альбом вийшов у 1998 р. зі статтею О. Козловської, 36 репродукцій.